# Grumman F9F Panther
F9F Panther var Grummans första jetplan och ett av USA:s flottas första framgångsrika hangarfartygsbaserade jetjaktplan.
F9F Panther var det första jetplanet som användes av uppvisningsgruppen Blue Angels som flög det mellan 1949 och 1954.

## Tjänstgöring

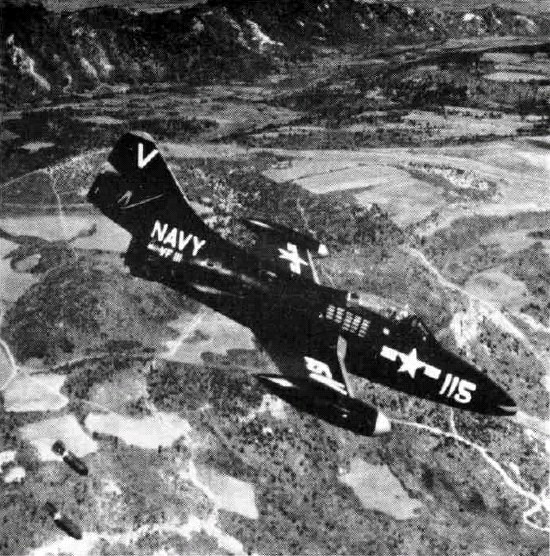
En F9F-2 Panther från divisionen VF-111 Sundowners från hangarfartyget, släpper bomber över Korea.

F9F Panther tjänstgjorde med USA:s flotta och USA:s marinkår under Koreakriget primärt som attackplan. Trots sina måttliga prestanda så lyckades man skjuta ner två Jak-9 och fem MiG-15 mot förlusten av två Panthers under kriget. Den 3 juli 1950 sköt en pilot från divisionen VF-51 från hangarfartyget USS Essex ner en Jak-9 vilket var flottans första luftseger i Koreakriget. Året efter så anslöt den blivande astronauten Neil Armstrong till samma division och kom att flyga 78 stridsuppdrag. Den första MiG-15 sköts ner den 9 november 1950 av en pilot från divisionen VF-111 från hangarfartyget USS Philippine Sea, detta var den första nedskjutningen av ett jetplan av ett annat jetplan. Marinkåren kom i stor utsträckning att använda planet för direkt understöd till marktrupper från landbaser. Blivande astronauten och senatorn John Glenn flög 63 stridsuppdrag med Panther i divisionen VMF-311 under kriget.
År 1958 köpte Argentina som enda utländska kund 24 begagnade plan till sitt marinflyg. Då katapulterna ombord på Argentinas dåvarande hangarfartyg ARA Independencia var för svaga för att starta planen så kom de endast att vara landbaserade. Planen skrotades 1969 på grund av brist på reservdelar.

## Användare
- Argentinas flotta (1958–1969)
- USA:s flotta (1949–1956)
- USA:s marinkår (1949–1956)